# Kota Kuala Simpang (plaats)
Kota Kuala Simpang is een bestuurslaag in het regentschap Aceh Tamiang van de provincie Atjeh, Indonesië. Kota Kuala Simpang telt 2120 inwoners (volkstelling 2010).